# کوپانگنو (استان کویافسکو-پومورسکی)
کوپانگنو (به لهستانی:  Kopanino) یک روستا در لهستان است که در گمینا لوبیچ واقع شده‌است.
 کوپانگنو  ۱۸۰ نفر جمعیت دارد.